# Daniel Fonseca
Daniel Fonseca Garis (* 13. září 1969, Montevideo) je bývalý uruguayský fotbalista. Byl rychlým a technicky zdatným útočníkem, jehož kariéru však brzdila četná zranění. Byl známý pod přezdívkou El Castor (Bobr).
Začínal v Nacionalu Montevideo, s nímž vyhrál v roce 1989 Copa Interamericana a Recopa Sudamericana. O rok později odešel do Itálie, hrál za Cagliari Calcio a SSC Neapol, za kterou vstřelil pět branek v zápase Poháru UEFA 1992/93 proti Valencii. V roce 1994 ho angažoval AS Řím a v roce 1997 přestoupil do turínského Juventusu, kde se stal vítězem Serie A 1997/98, finalistou Ligy mistrů UEFA 1997/98 a vítězem Poháru Intertoto 1999. V roce 2001 se vrátil do Jižní Ameriky, působil v CA River Plate a Nacionalu, s nímž získal v roce 2002 uruguayský titul. Kariéru ukončil v roce 2003 v Comu.
S uruguayskou reprezentací hrál na Mistrovství světa ve fotbale 1990, kde skóroval v zápase proti Jihokorejcům. Získal zlatou medaili na Copa América 1995; na turnaji vstřelil dvě branky, v základní skupině proti Venezuele a ve čtvrtfinále proti Bolívii. Celkem za národní tým v letech 1990 až 1997 odehrál 30 utkání a byl autorem 11 gólů.
Po ukončení kariéry se stal hráčským agentem, mezi jeho klienty byli Fernando Muslera a Luis Suárez. Má dva syny, kteří se rovněž věnují fotbalu. Jeho polorodým bratrem je bývalý uruguayský reprezentant Juan Ramón Curbelo.